# Hiroshi Zota
 (avril 2010).
Améliorez-le ou discutez des points à vérifier. 
Hiroshi Zota (造田博, né le 29 novembre 1975) est un meurtrier japonais. Le 8 septembre 1999, il a tué au couteau deux personnes et en a blessé six autres dans une rue de Tōkyō. Il a été jugé et condamné à la peine capitale le 19 avril 2007.

## Jeunesse
Zota est né à Kurashiki, une ville japonaise située dans la préfecture d'Okayama. Né dans une famille aisée, il ne connait aucune difficulté au cours des premières années de sa vie et envisage de continuer ses études à l'université. Mais son père abandonne alors son travail et commence à s'endetter. Comme les dettes s'accumulent, et que la famille reçoit des demandes de remboursement, les parents de Zota s'enfuient de leur maison, n'y revenant parfois que la nuit en apportant un peu d'argent.
Zota va habiter chez son frère aîné, qui fréquente l'université d'Hiroshima, et trouve grâce à celui-ci un emploi d'ouvrier à temps partiel. En novembre 1996, il quitte son emploi et en cherche un autre à Tokyo.
Une fois dans la capitale japonaise, Zota, qui porte toujours un couteau sur lui, est arrêté pour violation de la loi sur les armes et condamné à une amende. Zota trouve un travail mais celui-ci n'est pas à la hauteur de ses espérances.
En 1997, Zota ressent la situation dans laquelle il se trouve (pauvre et malheureux, malgré tous ses efforts) comme une injustice. Il envoie des lettres (peu claires) au Ministère japonais des Affaires étrangères et à l'Organisation des Nations unies.
Influencé par des programmes télévisés, il voit les États-Unis comme son eldorado et s'y rend le 24 juin 1998. Mais en raison de sa méconnaissance de l'anglais et de son manque de relations, il n'y trouve pas de travail et se retrouve rapidement sans le sou. Finalement, Zota demande l'assistance du consulat japonais, et retourne dans son pays natal le 23 septembre de la même année.

## Le massacre d'Ikebukuro
En avril 1999, Zota recommence à travailler comme livreur de journaux. Le 1er septembre, sur les conseils de son patron, il achète un téléphone mobile. Zota ne voulait donner son numéro qu'à son patron, mais un collègue, que Zota décrit comme une « personne qui ne fait pas d'efforts », l'oblige à le lui donner également.
Deux jours après, le 3 septembre, Zota reçoit un appel téléphonique étrange et pense qu'il provient du collègue qu'il n'apprécie pas. Énervé, il ne parvient pas à dormir.
Le 4 septembre, Zota sort de sa maison à l'aube, après avoir écrit :
« わし以外のまともな人がボケナスのアホ殺しとるけえのぉ、わしがボケナスのアホ全部殺すけえのお。
En français : « Puisque les autres personnes sérieuses ne tuent pas les fainéants, je vais les tuer moi-même. » »
Zota se dirige alors vers Ikebukuro, sans se rendre au travail. Le même jour, il achète au Tokyu Hands (ja) d'Ikebukuro les armes qu'il va utiliser pour ses crimes : un couteau et un marteau. Il erre ensuite à travers les quartiers d'Ikebukuro et d'Akasaka jusqu'au 7 septembre, cherchant l'endroit convenable pour son crime.
Le 8 septembre 1999, Zota se décide. Il sort son couteau et son marteau au passage souterrain de Sunshine City Ikebukuro (ja), et poignarde au hasard les piétons en se déplaçant vers la gare d'Ikebukuro.
Avant que les passants ne puissent maîtriser le forcené et que la police ne l'arrête, Zota tue Kazuko Sumiyoshi (住吉和子, 66 ans) et Mami Takahashi (高橋真弥, 29 ans), et blesse six autres personnes.

## Le procès et le châtiment
Après son arrestation, Zota a confirmé détester les personnes paresseuses qui ne font pas d'efforts, et avoir voulu se venger de la société qui reconnaissait pas sa valeur. L'avocat de Zota a objecté que son client présentait des symptômes de schizophrénie, et qu'il était légalement aliéné. Mais le juge Ichitaro Ono (大野市太郞) du tribunal régional de Tokyo a rejeté l'opinion de l'avocat et condamné Zota à la peine de mort le 18 janvier 2002.
Le 29 septembre 2006, le juge Kunio Harada (原田国男) du tribunal supérieur de Tokyo, régla le jugement du tribunal régional, arguant que : 
1. Zota a acheté le couteau et le marteau pour commettre le massacre,
2. Zota a hésité avant le massacre, ce qui signifie qu'il était conscient de ses actes[3].

Le 19 avril 2007, le tribunal suprême (ja) confirme la peine de mort. Comme Zota n'a pas protesté, cette condamnation est finalement confirmée le 7 mai.

## Livres liés
- 池袋通り魔との往復書簡(Yoichiro Aoike, Shokakukan,  (ISBN 4094026967), 2002-04)
- 死刑囚のすべて　緊急出版　確定死刑囚、最期の告白。　死刑囚９６人の知られざる素顔と罪状を完全記録(Million shuzzpan,  (ISBN 4813062776), 2009-04)